# 박람회역
박람회역(Exposition Hall station, 博覽會驛)은 1968년에 구로공단(현 구로디지털단지역)에서 개최된 제1회 한국무역박람회의 참관객 편의를 위해 설치한 임시승강장이다. 현재의 서울특별시 금천구 가산동 수출의다리 인근에 위치하였으며, 한국무역박람회가 끝난 직후 바로 폐지되었다. 이후 1974년 수도권 전철 1호선이 개통되면서 이 역이 있던 자리 인근에 가리봉역(현 가산디지털단지역)이 설치되었다.

## 연혁
- 1968년 9월 9일 : 서울 기점 14.76km 지점에서 영업 개시[1]
- 1968년 10월 20일 : 폐지

## 참고 문헌
1. ↑  철도청 고시 제54호(1968. 8. 16)